# Camponotus cowlei
Camponotus cowlei é uma espécie de inseto do gênero Camponotus, pertencente à família Formicidae.